# إدوارد نالبانديان
إدوارد نالبانديان (بالأرمنية: Էդվարդ Նալբանդյան) (و. 1956  م) هو دبلوماسي، وسياسي من الاتحاد السوفيتي، وأرمينيا، ولد في يريفان.

## مناصب
تولى منصب سفير أرمينيا لدى فرنسا
- سفير.

## التعليم
تعلم في معهد موسكو الحكومي للعلاقات الدولية.

## جوائز
حصل على جوائز منها:
- Mkhitar Gosh Medal  [لغات أخرى]‏
- نيشان الاستحقاق المالطي
- وسام جوقة الشرف من رتبة ضابط أكبر
- نيشان الصليب الأعظم لرهبانية القديس غريغوري الكبير من رتبة فارس
- ترتيب الصداقة بين الشعوب
- وسام الصداقة الروسي
- وسام جوقة الشرف من رتبة قائد.